# Csíkszentmiklós
Csíkszentmiklós (románul Nicolești) falu Romániában, Hargita megyében.

## Fekvése
A falu Csíkszeredától 11 km-re északkeletre a Szépvíz-patak völgyében fekszik. Össze van épülve Szépvízzel. A falun átfolyik a Szent Miklós pataka.

## Nevének eredete
Nevét a Szent Miklósnak szentelt román kori templomáról kapta.

## Története
1332-ben S. Nicolao néven említik először. Első román kori, 1498-ban gótikus stílusban átépített templomát 1661-ben a tatárok égették fel, 1694-ben pedig tornyát is lerombolták.
A tornyot 1724-ben újjáépítették. 1910-ben 1100 magyar lakosa volt. A trianoni békeszerződésig Csík vármegye Szépvízi járásához tartozott. 1992-ben 1152 lakosából 1148 magyar és 4 román volt.
Nevét először 1333-ban írták bele a pápai tizedjegyzékbe Santo Nicolae néven. A falu neve a következő századokban így alakult:
1495-Senth Miclos
1496-Szent Miklos
1638-Santus Nicolaus
1854-Csík-Szent-Miklós

## Látnivalók

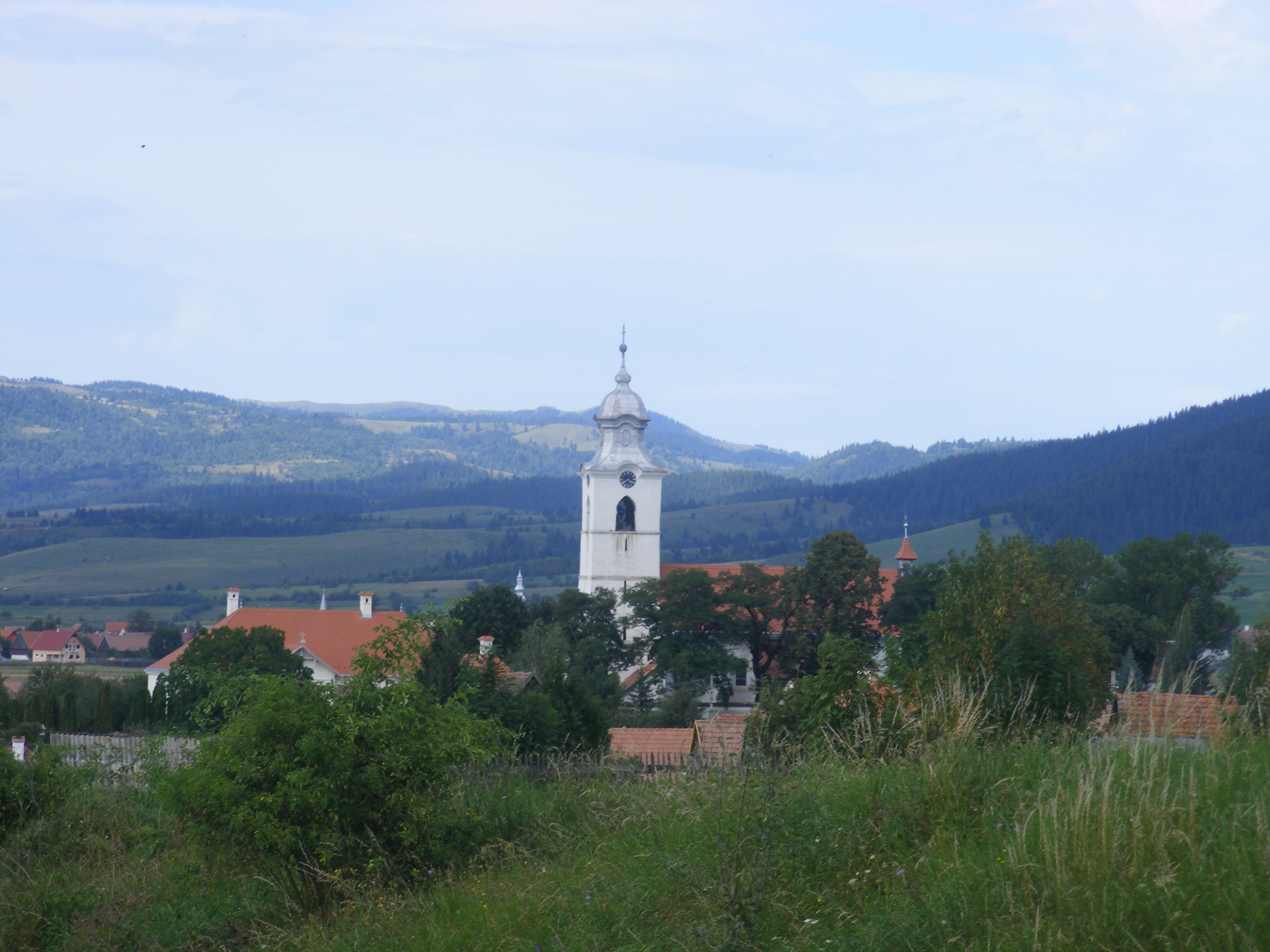

- Mai római katolikus erődített temploma 1777 és 1784 között épült a régi gótikus templom újjáépítésével barokk stílusban. Lőréses, tornyos erődfala 1722-ben épült az 1661-es és1694-es dúlások után. Harangjának hangja messze földön híres.
- Nevezetességei még a Csíkszentmiklósi rovásírásos deszkadarabok.

## Híres emberek
- Itt született 1678-ban Balázsffy Mihály ferences szerzetes a rend történetírója.
- Orbán József szobrász (1901–1974) Legfontosabb köztéri alkotása: Petőfi Sándor (kőszobor, 1953, Eger)
- Itt született 1927-ben Tabák László újságíró, elbeszélő, műfordító.